# Katō Tomosaburō
Katō Tomosaburō  (22 de fevereiro de 1861 — 24 de agosto de 1923) foi um político do Japão. Ocupou o lugar de primeiro-ministro do Japão de 12 de junho de 1922 a 24 de agosto de 1923. Morreu de câncer no exercício de seu cargo.